# Garry Walker
Garry Walker (* 1974 in Edinburgh) ist ein schottischer Dirigent. Er ist Artistic Director of Conducting am Royal Conservatoire of Scotland, war bis 2022 Chefdirigent der Rheinischen Philharmonie und ist seit August 2020 Musikdirektor der Opera North in Leeds.

## Leben und Karriere
Walker besuchte die St Mary’s Music School in Edinburgh. Er studierte Cello bei Ralph Kirshbaum sowie Dirigieren am Royal Northern College of Music. 1999 gewann er die Leeds Conductor Competition. Im Oktober desselben Jahres sprang er für den erkrankten Daniele Gatti ein und dirigierte das Eröffnungskonzert des Royal Philharmonic Orchestra am Barbican. Ab diesem Zeitpunkt bis 2018 war er ständiger Gastdirigent des Orchesters. Von 2003 bis 2007 war er ständiger Gastdirigent des Royal Scottish National Orchestra (RSNO) und leitete das Orchester bei seinen Auftritten auf dem Edinburgh Festival. 2017 wurde er Chefdirigent der Rheinischen Philharmonie, Koblenz. Sein Vertrag ist mit Ende der Spielzeit 2021/2022 ausgelaufen. Im Juni 2019 wurde bekannt, dass Walker zum neuen Musikdirektor der Opera North ernannt wurde, er trat sein Amt im August 2020 an. Sein Debüt als Musikdirektor der Opera North gab er am 22. Januar 2022 mit Rigoletto von Giuseppe Verdi in einer Inszenierung durch Femi Elufowoju Jr. Die Inszenierung wurde mit dem South Bank Sky Arts Award ausgezeichnet. Für den britischen Theaterregisseur Elufowoju Jr.war es die erste Operninszenierung überhaupt. Im Oktober 2023 hatte Verdis Oper Falstaff in einer Inszenierung von Olivia Fuchs an der Opera North Premiere, mit Gary Walker am Dirigentenpult. Die Titelrolle sang Henry Waddington. Die Kritikerin des Guardian verlieh der Inszenierung 4 von 5 Sternen.
Walker hat in Großbritannien mit allen BBC-Orchestern, dem Hallé-Orchester, der London Philharmonic, der London Sinfonietta, dem Royal Liverpool Philharmonic Orchestra, dem City of Birmingham Symphony Orchestra und dem National Youth Orchestra of Scotland sowie mit Kammerorchestern wie der Britten Sinfonia, der Manchester Camerata, der Northern Sinfonia, dem Scottish Chamber Orchestra, dem English Chamber Orchestra und der Academy of St Martin in the Fields zusammengearbeitet.
Auf dem Kontinent hat er u. a. mit dem Nieuw Ensemble (Amsterdam), dem Gothenburg Symphony Orchestra (Göteborg), dem Orchestra del Teatro dell’Opera di Roma, dem Orchestre Philharmonique de Luxembourg und dem Deutschen Symphonie-Orchester Berlin konzertiert. Sein Debüt in den USA hatte er in der Konzertsaison 2011/12 mit dem Utah Symphony Orchestra, gefolgt von Konzerten 2012/13 mit dem Pacific Symphony (Orange County, Kalifornien).

## Diskografie (Auswahl)
- Havergal Brian, Orchestral Music. Vol. 1–2. BBC Scottish Symphony Orchestra; Toccata classics.

1. Orchestral Music. Early and Late Works.
2. Orchestral Music. Music from the Operas.
- Matthew Taylor. Symphony Nr. 2. Viola Concerto. Mit Sarah-Jane Bradley und dem BBC Scottish Symphony Orchestra; Toccata
- Edward Harper: Miracles. The Music of Edward Harper. Edinburgh Quartet, Scottish Chamber Orchestra
- Antonín Dvořák: Konzert für Violine und Orchester in a-moll, Op. 53; Violin Sonata in F, Op. 57 und Violin Sonatina in G, Op. 100. Mit Jack Liebeck und dem Royal Scottish National Orchestra; Sony
- Ross Harris: Symphony No.5, Violin Concerto. Leitung Garry Walker, Eckehard Stier; Ilya Gringolts, Violine, Auckland Philharmonia Orchestra; Naxos
- Ross Harris: Symphony No. 4, ‘To the Memory of Mahinārangi Tocker’; Cello Concerto, Li-Wei Qin, Cello, Auckland Philharmonia Orchestra, Leitung Garry Walker und Brett Dean; Naxos